# Shanah
Shanah is een single van Jack Jersey uit 1981. Op de B-kant staat het nummer Trincomalee. Beide kwamen later ook op het album Dreamer (1982) uit.
Zijn werk bracht hij in die jaren uit via zijn eigen label Goena Goena Records en liet hij door onder meer Dureco distribueren.
Shanah in het lied ligt op Java in Indonesië. De zanger vraagt zich af hoe het daar met haar gaat. De afgelopen nacht zag hij in een droom het laatste moment terug toen ze afscheid van elkaar namen. Jack Jersey, geboren Jack de Nijs, is zelf van Indische afkomst. Hij werd geboren op West-Java in wat toen nog Nederlands-Indië was.

## Hitnoteringen
De single werd in meerdere landen uitgebracht en bereikte alleen in Nederland de hitlijsten. 
| Shanah in de Nederlandse Top 40 van 27-6-1981 t/m 25-7-1981 | Shanah in de Nederlandse Top 40 van 27-6-1981 t/m 25-7-1981 | Shanah in de Nederlandse Top 40 van 27-6-1981 t/m 25-7-1981 | Shanah in de Nederlandse Top 40 van 27-6-1981 t/m 25-7-1981 | Shanah in de Nederlandse Top 40 van 27-6-1981 t/m 25-7-1981 | Shanah in de Nederlandse Top 40 van 27-6-1981 t/m 25-7-1981 | Shanah in de Nederlandse Top 40 van 27-6-1981 t/m 25-7-1981 |
| Week                                                        | 1                                                           | 2                                                           | 3                                                           | 4                                                           | 5                                                           |                                                             |
| ----------------------------------------------------------- | ----------------------------------------------------------- | ----------------------------------------------------------- | ----------------------------------------------------------- | ----------------------------------------------------------- | ----------------------------------------------------------- | ----------------------------------------------------------- |
| Positie                                                     | 31                                                          | 26                                                          | 26                                                          | 33                                                          | 38                                                          | uit                                                         |

| Shanah in de Nationale Hitparade van 20-6-1981 t/m 1-8-1981 | Shanah in de Nationale Hitparade van 20-6-1981 t/m 1-8-1981 | Shanah in de Nationale Hitparade van 20-6-1981 t/m 1-8-1981 | Shanah in de Nationale Hitparade van 20-6-1981 t/m 1-8-1981 | Shanah in de Nationale Hitparade van 20-6-1981 t/m 1-8-1981 | Shanah in de Nationale Hitparade van 20-6-1981 t/m 1-8-1981 | Shanah in de Nationale Hitparade van 20-6-1981 t/m 1-8-1981 | Shanah in de Nationale Hitparade van 20-6-1981 t/m 1-8-1981 | Shanah in de Nationale Hitparade van 20-6-1981 t/m 1-8-1981 |
| Week                                                        | 1                                                           | 2                                                           | 3                                                           | 4                                                           | 5                                                           | 6                                                           | 7                                                           |                                                             |
| ----------------------------------------------------------- | ----------------------------------------------------------- | ----------------------------------------------------------- | ----------------------------------------------------------- | ----------------------------------------------------------- | ----------------------------------------------------------- | ----------------------------------------------------------- | ----------------------------------------------------------- | ----------------------------------------------------------- |
| Positie                                                     | 32                                                          | 27                                                          | 30                                                          | 27                                                          | 42                                                          | 30                                                          | 48                                                          | uit                                                         |